# Mittleres Fingerkraut
Das Mittlere Fingerkraut (Potentilla intermedia) ist eine Pflanzenart, die zur Familie der Rosengewächse (Rosaceae) gehört. Sie ist eine insbesondere in Mitteleuropa selten vorkommende Adventivpflanze (Neophyt). Der Artname Potentilla intermedia 1767 wurde von Carl von Linné in Mant. Pl., 1, S. 76 erstveröffentlicht.  

## Beschreibung
Das Mittlere Fingerkraut ist eine zweijährige bis kurzlebig ausdauernde krautige Pflanze, die Wuchshöhen von 20 bis 50 cm erreicht. Der aufrechte, basal aufsteigende und schon von weit unten gabelig verzweigte Stängel ist reich beblättert. Unten ist er abstehend behaart, oben durch krause Haare weichhaarig bis fast filzig. Die Laubblätter sind meist fünfteilig, selten dreiteilig gefingert. Die Blättchen sind verkehrt-eiförmig, meist 2 bis 4 cm lang, tief gekerbt bis fiederspaltig und beiderseits mit drei bis sechs Zähnen versehen. Oberseits sind die Blätter dunkelgrün, locker behaart, unterseits graugrün, mäßig dicht weichhaarig und besitzen an den Adern längere und steifere einfache Haare. Der Rand ist nicht eingerollt. 
Die auf 1 bis 2 cm langen, aufrechten, filzig behaarten Stielen sitzenden Blüten weisen einen Durchmesser von etwa 10 mm auf. Die Außenkelchblätter sind schmal länglich und so lang wie der Kelch oder etwas länger. Die aufrechten Kelchblätter sind zur Blütezeit 3 bis 4 mm, später 5 bis 7 mm lang, dreieckig und sehr spitz. Die fünf freien Kronblätter sind gelb, etwa 4 bis 5 mm lang und höchstens so lang wie der Kelch. Es sind 20 Staubblätter vorhanden.
Das Mittlere Fingerkraut blüht vorwiegend von Juni bis September. Die Bestäubung erfolgt durch Insekten.
Die Chromosomenzahl beträgt 2n = 28, 42 oder 56.

## Vorkommen

### Allgemeine Verbreitung
Das ursprüngliche Verbreitungsgebiet des Mittleren Fingerkrauts liegt im nordöstlichen Europa und Sibirien. Heute ist es in Nord-, West- und Mitteleuropa sowie in Nordamerika (oft nur als unbeständige Adventivpflanze) eingeschleppt.

### Verbreitung in Deutschland
Das Mittlere Fingerkraut kommt meist nur unbeständig und selten vor. Insbesondere im südlichen Teil des Gebiets sehr selten auftretend.

### Standortansprüche und Vergesellschaftung
Potentilla intermedia wächst als licht- und etwas wärmeliebende Pflanze auf trockenen, vorwiegend sandigen bis kiesigen, nährstoffreichen, aber oft kalkarmen Standorten, vor allem in lockeren Ruderalfluren an Wegen sowie auf Hafen- und Bahngelände. Sie kommt hier in Gesellschaften des Berteroetum und des Echio-Melilotetum und anderer Gesellschaften des Verbands Dauco-Melilotion vor.
Potentilla intermedia ist häufig mit dem Norwegischen Fingerkraut (Potentilla norvegica) vergesellschaftet.

### Ausbreitungsgeschichte
In Mitteleuropa trat Potentilla intermedia erstmals im Jahre 1825 in Norddeutschland auf.